# Sérgio Fonta
Sérgio Fonta (Rio de Janeiro, 6 de dezembro de 1950) é um escritor, diretor, dramaturgo e ator brasileiro, já tendo trabalhado em mais de vinte espetáculos teatrais, além de inúmeras novelas e séries.

## Filmografia

### Televisão
- 2019 - Órfãos da Terra - Geraldo
- 2017 - O Outro Lado do Paraíso - Amaral (Carlos Henrique Amaral)
- 2016 - Êta Mundo Bom! - Dr. Dantas Reis
- 2012 - Gabriela - Alfaiate de Ilhéus
- 2007 - Sete Pecados - Delegado Renato
- 2004 - Chocolate com Pimenta - Mestre Lael
- 2004 - A Diarista - Psiqüiatra
- 1997 - Xica da Silva - Doutor Pedras
- 1995 - Irmãos Coragem- Monsieur Laport
- 1993 - Sonho Meu - Cunha
- 1992 - Felicidade - Médico
- 1988 - Vale Tudo - Ex-alcoólatra
- 1982 - Sétimo Sentido - Jornalista Nelsinho
- 1980 - Coração Alado - Helinho Scala
- 1978 - A Conquista  - João
- 1976 - Duas Vidas - Renato
- 1975 - Bravo! - Carlinhos
- 1972 - Selva de Pedra - Tonico

#### Curiosidades
- Entre as séries em que trabalhou estão A Grande Família (1973), Sítio do Picapau Amarelo (1981) e Você Decide (1988), além de 11 episódios do Caso Verdade(1982 a 1986) e das minisséries Rainha da vida (1987), Na Rede de Intrigas (1991) e Mar de Palavras (2001).

- Nos períodos em que não atua em tv, participa ativamente da vida cultural carioca como ator, autor, diretor, escritor, curador e pesquisador, tendo recebido 13 premiações entre Teatro e Literatura.É membro-titular do PEN Clube do Brasil, da Academia Brasileira de Arte e da Academia Carioca de Letras. De 2007 para cá, dirigiu o curta-metragem Paixão, um folhetim, com Dedina Bernardelli e Guilherme Piva, protagonizou os filmes Expresso Araxá e Achados & Perdidos, lançou dois livros Rubens Corrêa/Um Salto para Dentro da Luz e O Esplendor da Comédia e o Esboço das Ideias, atuou em três espetáculos, teve uma peça encenada Tem Bola na Cola e dirigiu um musical Zé Keti: Eu Sou o Samba, além de produzir e apresentar o programa Tribo do Teatro, desde 2010, na Rádio Roquette-Pinto FM. Em 2016 passou a dirigir também a Revista da Academia Carioca de Letras.

## Teatro
- 2015 - O Anti-Nelson (Nelson Rodrigues)
- 2014 - A Prostituta Respeitosa (Jean-Paul Sartre)
- 2013 - O Mercador de Veneza, (William Shakespeare)
- 2012 - Rei Lear, (William Shakespeare)
- 2011 – A Prostituta Respeitosa, Jean-Paul Sartre
- 2010 – Amadeus, Peter Shaffer
- 2009 – O Especulador, Balzac
- 1998 – O Guarani, José de Alencar
- 1996 – A Bela e a Fera, Jean Cocteau
- 1994 – O Olho Maior do que a Barriga, Francisco Lima
- 1992 – A Fúria do Corpo, João Gilberto Noll
- 1991 – Antes de ir ao Baile, Wladimir Capella
- 1989 – A Verdadeira História de “AQ”, Christoph Hein
- 1987 – O Saruê Astronauta, Arnaldo Niskier
- 1986 – A Constituinte da Nova Floresta, Arnaldo Niskier
- 1985 – A Lenda do Beija-Flor, Ana Elisa Gregori
- 1984 – Galileu, Zolt Harsany
- 1983 – República dos Prazeres, Sergio Fonta
- 1982 – As Aves da Noite, Hilda Hilst
- 1981 – Village, Ira Evans
- 1980 – Passageiros da Estrela, Sergio Fonta
- 1979 – Um Rubi no Umbigo, Ferreira Gullar
- 1979 - No País dos Prequetés, Ana Maria Machado
- 1978 – Lúcia Elétrica de Oliveira, Claudia de Castro
- 1976 – Solar, Miguel Oniga
- 1975 – Afronta ao Público, Peter Handke

#### Curiosidades
- A partir dos anos 1990 atuou intensamente também, como ator, em leitura públicas, desempenhando personagens em dezenas de peças como Campeões do Mundo, de Dias Gomes, Perdoa-me por Me Traíres, de Nelson Rodrigues, Édipo Rei, de Sófocles, Dois Perdidos numa Noite Suja, de Plínio Marcos, Rasga Coração, de Oduvaldo Vianna Filho, A Cerimônia do Adeus, de Mauro Rasi, e O Rei da Vela, de Oswald de Andrade, trabalhando sob a direção de Sérgio Britto, José Renato, Luiz Fernando Lobo e Eduardo Wotzik, entre muitos outros. Desde 2000 integra o júri do Prêmio Shell/RJ, dá palestras e conferências, além de presidir, desde 2011, o júri da FITA (Festa Internacional de Teatro de Angra).
- Em 2012, como ator, percorreu 25 cidades do Estado do Rio com a leitura dramatizada de Rei Lear, de Shakespeare, com direção de Gilberto Gawronski e Fernando Philbert, o mesmo ocorrendo em 2013 e 2014 com a peça O Mercador de Veneza, no papel de "Shylock".